# التهاب سمحاق غضروف الأذن
التهاب سمحاق غضروف الأذن هو نوع من العدوى التي تصيب الأذن الخارجية (الصوان)، وتحديدًا صيوان الأذن. عادةً ما يُسبب ألمًا واحمرارًا وتورمًا، وقد تشمل الأعراض الأخرى الحمى. عادةً لا تصاب شحمة الأذن بهذه العدوى. قد تشمل المضاعفات تشوهًا دائمًا في الأذن، يُعرف باسم "الأذن القنبيطية".
أكثر عوامل الخطر شيوعًا هي إصابة صيوان الأذن، مثل ثقب الجزء العلوي من الأذن. تشمل عوامل الخطر الأخرى التهابات الأذن الخارجية، وضعف المناعة، والورم الحبيبي المصحوب بالتهاب الأوعية الدموية. وتشمل العدوى الأكثر شيوعًا البتكيريا الزائفة الزنجارية أو العنقودية الذهبية. تكمن الآلية الكامنة وراء ذلك في التهاب سمحاق الغضروف، وهو الطبقة المحيطة بغضروف الأذن. يعتمد التشخيص على الأعراض.
يشمل العلاج مسكنات الألم، والمضادات الحيوية، والكورتيكوستيرويدات، وإزالة ثقوب الأذن. من المضادات الحيوية الشائعة الاستخدام سيبروفلوكساسين. في حال وجود خراج، يجب تصريفه. من المتوقع أن تتحسن الأعراض مع العلاج في غضون ثلاثة أيام تقريبًا، ولكن قد يستمر الشعور بالانزعاج مدة تصل إلى أربعة أسابيع.
التهاب سمحاق الغضروف في الأذن نادر الحدوث. تضاعفت معدلات الإصابة به في إنجلترا بين العامين 1990و 2000، ويُعتقد أن ذلك يعود إلى زيادة حالات ثقب الأذن. دخل المصطلح إلى اللغة الإنجليزية في منتصف القرن التاسع عشر؛ وهو مشتق من الكلمة اليونانية "peri" التي تعني "حول"، و"chondros" التي تعني "غضروف"، و"itis" التي تعني "التهاب".

## العلامات والأعراض
تتشابه علامات الإصابة بالتهاب سمحاق الغضروف أو التهاب الغضروف لدى الأشخاص الذين لديهم قرط مغروس (وتشمل الألم والتورم واحمرار الجلد المحيط بالقرط)، ويشير التورم المتموج إلى وجود خراج يجب تصريفه (يرتبط عادةً بالتهاب الغضروف). يمكن التمييز بين التهاب سمحاق الغضروف والتهاب النسيج الخلوي في صيوان الأذن، إذ إن الأول لا يصيب عادةً شحمة الأذن.
في الحالات الخطيرة، يظهر صديد بين سمحاق الغضروف والغضروف نفسه، فيحدث ذوبان صديدي لغضروف الأذن ويتمزق النسيج الميت؛ فيؤدي هذا إلى تشوه صيوان الأذن وانكماشه.

## التشخيص
يقع التهاب سمحاق الغضروف ضمن طيف متدرج من الأمراض، أقلها حدةً الحمرة والتهاب النسيج الخلوي، وأشدها التهاب الغضروف.